# کلمنس فاندریچ
کلمنس فاندریچ (انگلیسی: Clemens Fandrich؛ زادهٔ ۱۰ ژانویهٔ ۱۹۹۱) بازیکن فوتبال اهل آلمان است.
از باشگاه‌هایی که در آن بازی کرده‌است می‌توان به باشگاه فوتبال لایپزیگ، باشگاه فوتبال ارتسگبیرگ آئو، باشگاه فوتبال انرژی کوتبوس، و باشگاه فوتبال لوتسرن اشاره کرد.